# Stanislao Mattei
Pour les articles homonymes, voir Mattei.
Stanislao Mattei (Bologne, 10 février 1750 – Bologne, 12 mai 1825) est un franciscain, compositeur et pédagogue italien.

## Biographie
Né dans une famille modeste d'artisans, il rencontre le père Giovanni Battista Martini dont il devient l'élève et qu'il suit dans la vie religieuse comme frère mineur conventuel. En 1776, c'est Martini en personne - malgré l'opposition de l'Académie philharmonique de Bologne (en) - qui veut faire de Stanislao Mattei son assistant et remplaçant dans la conduite de la Chapelle Musicale de Saint-François de Bologne, dont Mattei devient titulaire après la mort du maître. En 1809, Stanislao Mattei est maître de chapelle à la Sainte-Chapelle de Padoue puis, jusqu'à sa mort, de San Petronio à Bologne. À la suite de la suppression par Napoléon des ordres religieux en 1797, il s'installe avec sa mère Via Nosadella pour se consacrer à l'enseignement privé. Il enseigne le contrepoint au Liceo filarmonico de Bologne (aujourd'hui Conservatoire Giovanni Battista Martini), où il a parmi ses élèves Gaetano Donizetti, Gioachino Rossini, Angelo Mariani, Luigi Felice Rossi, Giovanni Tadolini, Christian Theodor Weinlig, Evstignej Ipatovic Fomin et Francesco Morlacchi, Giuseppe Pilotti qui prend sa succession comme maître de chapelle à San Petronio.

## Œuvres
Il compose surtout de la musique sacrée en grande partie inédite. On possède de lui environ quatre cents compositions qui sont conservées dans la bibliothèque du Conservatoire et les archives du couvent de S. François de sa ville. Parmi elles figurent un grand nombre de messes, des cantates, des oratorios et des passions. Le texte d'une partie de ces compositions est de Pietro Metastasio. Il a écrit 27 symphonies en un seul mouvement entre 1786 et 1804.
En tant que théoricien de la musique, il fait paraître un traité  «Pratica d'accompagnamento sopra bassi numerati, e contrapunti a più voci sulla scala ascendente e discendente maggiore e minore, con diverse fughe a 4 e a 8» en 1788, qui connait une deuxième édition par Schott, à Mayence en 1826.